# Modelo humboldtiano de educación superior

La Universidad Humboldt de Berlín.

El modelo humboldtiano de educación superior (en alemán: Humboldtsches Bildungsideal, literalmente: ideal de educación humboldtiano) o simplemente el ideal de Humboldt es un concepto de educación académica que surgió a principios del siglo XIX y cuya idea central es una combinación holística de investigación y estudios. A veces llamado simplemente modelo humboldtiano, integra las artes y las ciencias con la investigación para lograr tanto un aprendizaje general integral como un conocimiento cultural.  Varios elementos del modelo humboldtiano influyeron en gran medida y posteriormente pasaron a formar parte del concepto de universidad de investigación. El modelo humboldtiano se remonta a Wilhelm von Humboldt, quien en la época de las reformas prusianas se apoyó en una creciente y educada clase media para promover sus reivindicaciones sobre la educación general.
El modelo educativo de Humboldt fue más allá de la formación profesional en Alemania. En una carta al rey prusiano, escribió:
"Hay innegablemente ciertos tipos de conocimientos que deben ser de carácter general y, lo que es más importante, un cierto cultivo de la mente y el carácter del que nadie puede permitirse prescindir. Es evidente que las personas no pueden ser buenos artesanos, comerciantes, soldados o empresarios si, independientemente de su ocupación, no son seres humanos y ciudadanos buenos, íntegros y -según su condición- bien informados. Si se sientan estas bases a través de la escolarización, las aptitudes profesionales se adquieren fácilmente más adelante, y una persona siempre es libre de pasar de una ocupación a otra, como ocurre tan a menudo en la vida."
El filósofo y exministro de Estado para la Cultura de la República Federal de Alemania, Julian Nida-Rümelin ha criticado las discrepancias entre los ideales de Humboldt y la política educativa europea contemporánea, que entiende la educación de forma estrecha como preparación para el mercado laboral, argumentando en cambio que hay que decidir entre McKinsey y los ideales de Humboldt.
El concepto de educación académica holística (comparar Bildung) fue una idea de Wilhelm von Humboldt, un prusiano filósofo, funcionario del gobierno y diplomático. Como consejero privado en el Ministerio del Interior, reformó el sistema educativo prusiano según los principios del humanismo. Fundó la Universidad de Berlín (actual Universidad Humboldt de Berlín), nombrando a distinguidos académicos tanto para enseñar como para investigar en ella. Varios estudiosos lo han calificado como el funcionario de educación más influyente de la historia de Alemania.
Humboldt trató de crear un sistema educativo basado en el conocimiento y el análisis imparcial, combinando la investigación y la enseñanza y permitiendo a los estudiantes elegir su propio curso de estudio. La Universidad de Berlín recibió posteriormente su nombre y el de su hermano, el naturalista Alexander von Humboldt.

## Antecedentes
El modelo de Humboldt se basaba en dos ideas de la Ilustración: el individuo y el ciudadano del mundo. Humboldt creía que la universidad (y la educación en general, como en el sistema educativo prusiano) debía permitir a los estudiantes convertirse en individuos autónomos y en ciudadanos del mundo, desarrollando sus propias facultades de razonamiento en un entorno de libertad académica. Humboldt concibió un ideal de Bildung, educación en sentido amplio, que no pretendía simplemente proporcionar habilidades profesionales a través de la escolarización a lo largo de un camino fijo, sino más bien permitir a los estudiantes construir su carácter individual eligiendo su propio camino.
Humboldt había estudiado a los clásicos griegos desde su juventud, y era él mismo un epítome de la tesis de Eliza Marian Butler sobre el importante papel de la literatura y el arte de la Antigua Grecia en el pensamiento alemán del siglo XIX. Humboldt creía que el estudio del pasado helénico ayudaría a la conciencia nacional alemana, reconciliándola con la modernidad pero distinguiéndola de la cultura francesa, que él veía arraigada en la tradición romana. El vehículo para esta tarea debía ser la universidad.
El trasfondo cultural-histórico del modelo humboldtiano respondía a las exigencias del Bildungsbürgertum para mejorar el conocimiento general (Allgemeinbildung). El Bildungsbürgertum lideró las reformas prusianas de principios del siglo XIX y consiguió generar una sociedad del conocimiento ante litteram.
Humboldt creía que la enseñanza debía guiarse por la investigación actual, y que ésta debía ser imparcial e independiente de influencias ideológicas, económicas, políticas o religiosas. El modelo humboldtiano lucha por una incondicional libertad académica en la investigación intelectual del mundo, tanto para los profesores como para los estudiantes. El estudio debe estar guiado por los ideales humanistas y el libre pensamiento, y el conocimiento debe formarse sobre la base de la lógica, la razón y el empirismo en lugar de la autoridad, la tradición o el dogma. En consonancia con el concepto básico de Wissenschaft, Humboldt consideraba la filosofía como el vínculo entre las diferentes disciplinas académicas, que incluyen tanto las humanidades como las ciencias naturales.
Humboldt animó a la Universidad de Berlín a funcionar según principios científicos, en contraposición a los de mercado, como la curiosidad, la libertad de investigación y los objetivos internos. Sin embargo, Humboldt era un conservador político (en términos prusianos) y consideraba que el Estado era el principal actor en los asuntos educativos. En 1920, George Peabody Gooch afirmaba que la idea de Estado de Humboldt sólo podía realizarse en una "comunidad de Humboldts".

## Principios
El ideal educativo de Humboldt se desarrolló en torno a dos conceptos centrales de la educación pública: El concepto de individuo autónomo y el concepto de ciudadanía mundial. La universidad debe ser un lugar donde se produzcan individuos autónomos y ciudadanos del mundo o, más concretamente, se produzcan a sí mismos.
- Un individuo autónomo debe ser un individuo que alcanza la autodeterminación y la responsabilidad a través de su uso de la razón.
- "El Weltbürgertum es el vínculo colectivo que une a los individuos autónomos, independientemente de su socialización social y cultural: Humboldt dice: "Transformar el mundo lo más posible en la propia persona es, en el sentido más elevado de la palabra, vivir". El esfuerzo debe dirigirse a trabajar a través del mundo de forma integral, y así desplegarse como sujeto. Convertirse en un ciudadano del mundo significa, ocuparse de las grandes cuestiones de la humanidad: buscar la paz, la justicia, y preocuparse por el intercambio de culturas, otras relaciones de género u otra relación con la naturaleza".[16] La educación universitaria no debe estar enfocada al trabajo, sino a la formación educativa independiente de los intereses económicos.

La libertad académica describe la independencia de la universidad de las restricciones gubernamentales y económicas externas. La universidad debe eludir la influencia gubernamental. Humboldt exige que la institución científica de enseñanza superior se pierda "de todas las formas dentro del Estado". Por ello, su concepto de universidad preveía, por ejemplo, que la Universidad de Berlín tuviera sus propios bienes para financiarse y asegurar así su independencia económica. La libertad de cátedra exige también, junto a la independencia de la universidad de las restricciones gubernamentales y económicas externas, la independencia desde dentro; es decir, la libre elección de los estudios y la libre organización de los mismos. La Universidad debe ser, por tanto, un lugar de intercambio público permanente entre todos los implicados en el proceso científico. La integración de sus conocimientos se llevará a cabo con la ayuda de la filosofía. La filosofía debe representar una especie de ciencia básica que permita a los miembros de las diferentes disciplinas científicas intercambiar sus descubrimientos y vincularlos entre sí. El "ideal pedagógico de Humboldt" ha conformado la historia universitaria alemana de forma decisiva durante un largo período, aunque nunca se haya realizado en la práctica en su totalidad o no pueda realizarse. Los grandes logros intelectuales de la ciencia alemana están ligados a él.
Georg Wilhelm Friedrich Hegel, Karl Marx, Friedrich Nietzsche, Sigmund Freud, Theodor W. Adorno y Albert Einstein se confesaron a ella.

## Concepto de universidad

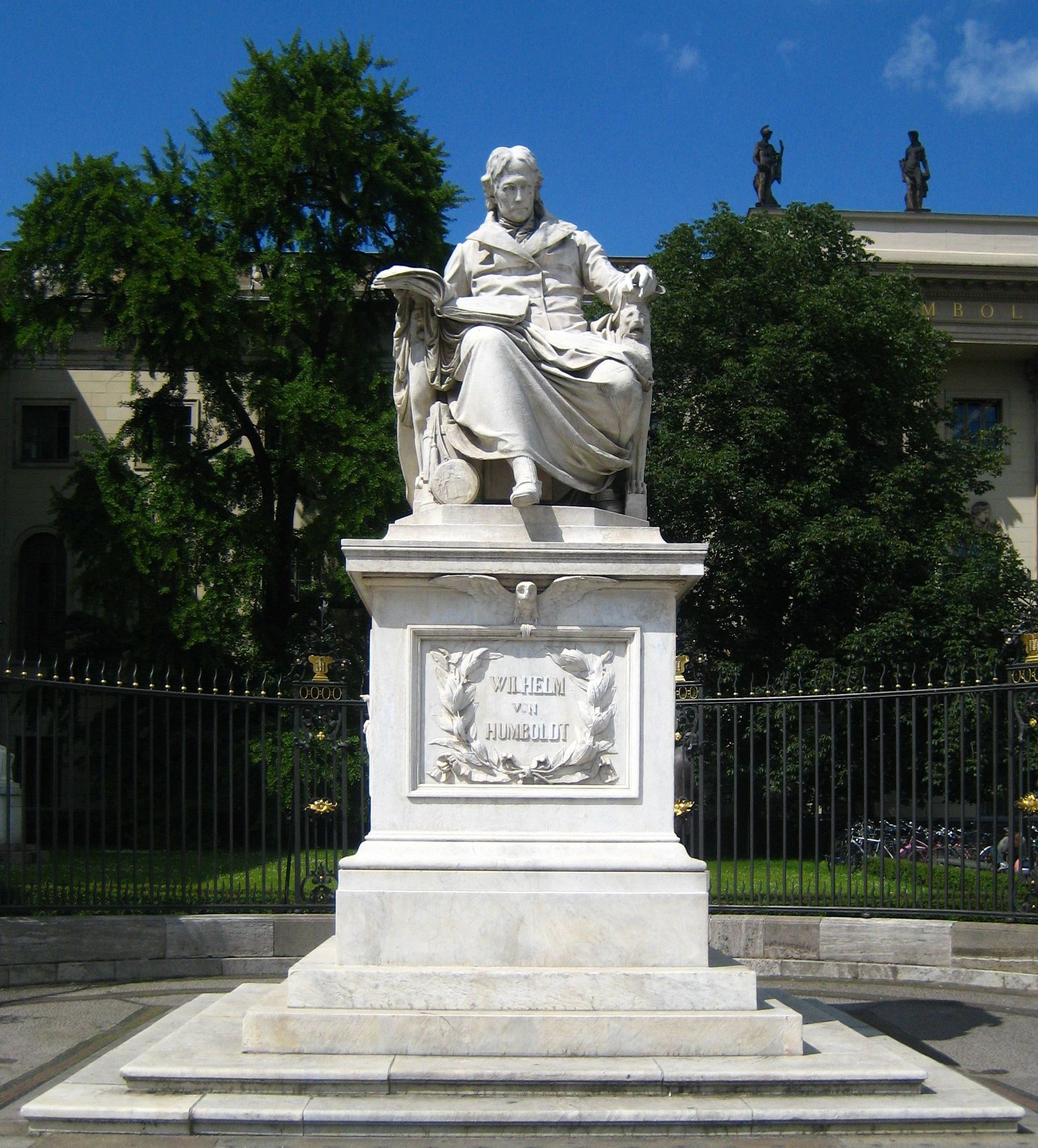
Estatua de Wilhelm von Humboldt en el exterior de la Universidad Humboldt

La Universidad de Berlín, fundada en 1810 bajo la influencia de Wilhelm von Humboldt y rebautizada como Universidad Humboldt de Berlín después de la Segunda Guerra Mundial, es considerada tradicionalmente como la institución modelo del siglo XIX.
 De hecho, el sistema alemán surgió de innovaciones tanto antes como después de 1810. Entre otros eruditos, Friedrich Schleiermacher, Friedrich Carl von Savigny, Johann Gottlieb Fichte y Barthold Georg Niebuhr fueron nombrados por Humboldt. Niemals wieder hatte ein deutscher Unterrichtsminister eine stolzere Berufungsliste vorzuweisen (Nunca más ningún ministro de educación alemán tuvo una lista de nombramientos tan orgullosa que mostrar).
Las características de la universidad incluían una unidad en la enseñanza y la investigación, la búsqueda de un aprendizaje superior en la facultad de filosofía, la libertad de estudio para los estudiantes (Lernfreiheit, en contraste con los planes de estudio prescriptivos del sistema francés) y la autonomía corporativa de las universidades a pesar de la financiación estatal. Además de Humboldt, el grupo de reformadores de Prusia incluía a filósofos como Fichte y Schleiermacher, y la Universidad de Berlín fue un foco de renacimiento cultural nacional. Humboldt conocía los conceptos educativos de otros filósofos alemanes, como Kant, Hegel y Fichte. Schleiermacher fue una importante influencia en la universidad de Berlín.

## Impacto
Estos principios, en particular la idea de la universidad basada en la investigación, tuvieron un rápido impacto tanto en Alemania como en el extranjero. El concepto de universidad humboldtiana influyó profundamente en la educación superior de toda Europa central, oriental y septentrional. Compitió con el concepto francés posrevolucionario de las grandes écoles. El sistema francés carecía de la libertad de las universidades alemanas y, en cambio, imponía una severa disciplina y control sobre el plan de estudios, la concesión de títulos, la conformidad de opiniones y los hábitos personales, instituyendo, por ejemplo, la prohibición de las barbas en 1852. Las universidades construidas según el modelo humboldtiano han proporcionado a los estudiantes la capacidad de abordar problemas recalcitrantes, lo que ha dado lugar a grandes avances científicos con importantes efectos económicos.

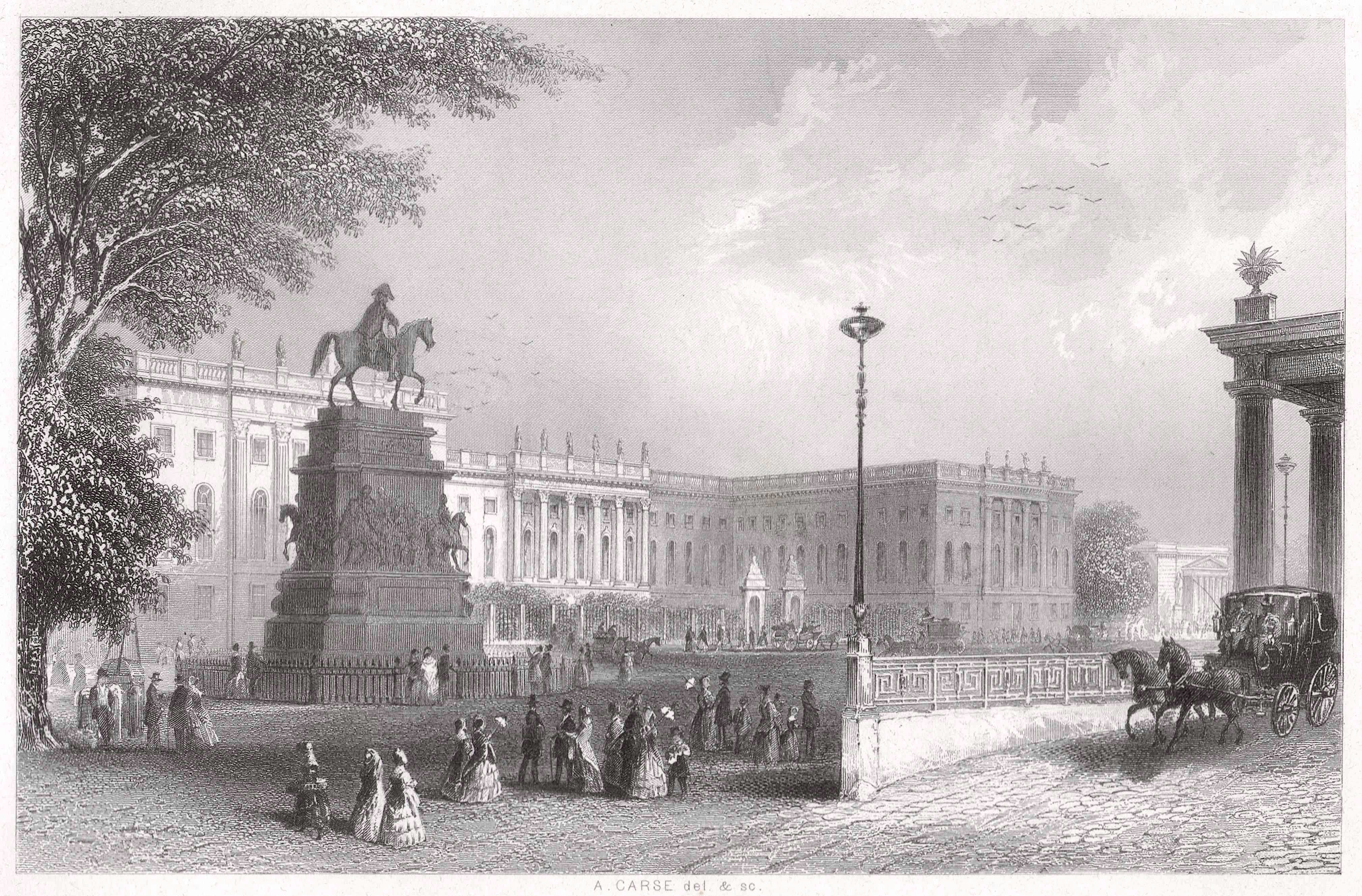
Universidad de Berlín, actual Universidad Humboldt de Berlín, c. 1850

Las universidades estadounidenses, empezando por la Universidad de Virginia y luego la Universidad Johns Hopkins, fueron las primeras en adoptar varios de los principios educativos y científicos alemanes, que durante el siglo XX fueron reconocidos mundialmente como valiosos..
Uno de los defectos del modelo humboldtiano es que, a diferencia de las universidades inglesas, las alemanas tradicionalmente no proporcionaban alojamiento a sus estudiantes.  Siguiendo los pasos de las grandes universidades alemanas, la Universidad de California se adhirió a esa regla durante más de 80 años después de su fundación en 1868. Después de que Clark Kerr se convirtiera en el primer rector de la UC Berkeley en 1952, cambió la UC Berkeley del modelo alemán al modelo inglés en el que las universidades asumen la responsabilidad de proporcionar y operar las viviendas de los estudiantes.

### SiglosXXyXXI

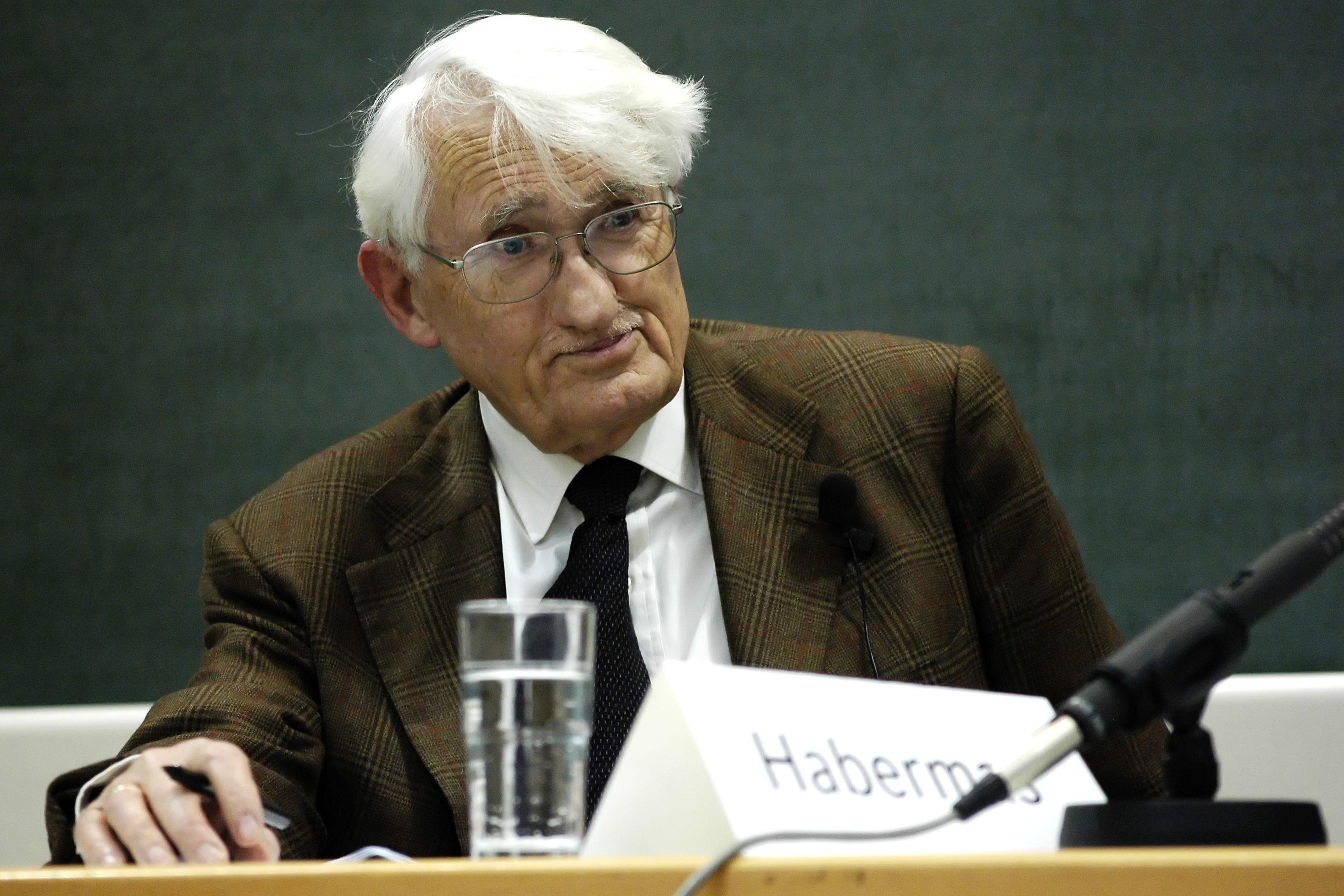
Jürgen Habermas, que ha promovido los ideales educativos de Humboldt

En la década de 1960, el modelo humboldtiano de universidad suscitó un renovado interés y se debatió a nivel internacional. El sociólogo y filósofo alemán Jürgen Habermas promovió activamente las ideas de Humboldt.
En la década de 1970, los grandes descubrimientos en biotecnología y la legislación sobre patentes que favorecía la investigación orientada al mercado, como la Ley Bayh-Dole en Estados Unidos, permitieron la creación de asociaciones de investigación entre las universidades y la industria, con el objetivo de llevar rápidamente las innovaciones al mercado. (Las primeras asociaciones de este tipo en Estados Unidos, como el Parque de Investigación de Stanford, se remontan a la posguerra). En todos los países industriales se ha producido una evolución similar, a partir de las propuestas de la OCDE. Esta innovación de la "universidad de mercado" como motor económico, que surgió por primera vez en Estados Unidos, diverge de los principios de Humboldt. En un estudio de 2012, Ståhle y Hautamäki dudaron de la sostenibilidad a largo plazo de lo que denominaron una "política científica contradictoria", y abogaron por un retorno a un enfoque neohumboldtiano de la universidad que apunte menos a la "innovación que a la civilización" y restablezca los principios básicos humboldtianos de libertad académica y autonomía de las instituciones educativas, la búsqueda del conocimiento como base tanto de la civilización como de la educación (en alemán Bildung), y la unidad en la enseñanza y la investigación.
Las implicaciones del enfoque humboldtiano y del conflicto entre los enfoques idealista y de mercado de la educación superior han dado lugar a resultados irónicos a finales del siglo XX y principios del XXI. Aunque las universidades privadas de élite en EE. UU. cobran altas tasas de matrícula, tanto las universidades como sus estudiantes también se benefician de donaciones benéficas y de ayudas gubernamentales. Esta combinación de recursos se traduce en una abundante financiación que supera con creces los presupuestos de las universidades alemanas, financiadas por el Estado y en su mayoría gratuitas.

#### Debate actual
Mientras que en la época de Humboldt las universidades realizaban principalmente investigación académica organizada por el Estado, en la actualidad existen en la educación terciaria de Alemania nuevas formas de educación superior, que ahora tienen todas una misión científica de investigación. Sin embargo, en Alemania se sigue discutiendo sobre Humboldt. Los problemas actuales y las decisiones políticas relativas a la educación alemana son abordados por una iniciativa conjunta llamada Konzertierte Aktion Internationales Marketing für den Bildungs- und Forschungsstandort Deutschland (KAIM). KAIM coordina los esfuerzos de los socios, entre los que se encuentran el gobierno estatal y federal, las universidades, los sindicatos y las asociaciones industriales. (El nombre del grupo, KAIM, hace referencia a anteriores esfuerzos de cooperación, por ejemplo la Konzertierte Aktion a finales de los años 60). Trata de mejorar la posición internacional de las capacidades educativas y de investigación alemanas, incluido el marketing. Estimando que las universidades estadounidenses reciben 10.000 millones de dólares anuales en concepto de tasas de matrícula y otras contribuciones financieras, lo que KAIM considera una importante fuente de ingresos para los Estados Unidos, han advertido a Alemania de que se prepare para los intentos estadounidenses de comercializar el modelo universitario estadounidense a través de la Organización Mundial del Comercio con el fin de acaparar el mercado educativo y de investigación internacional. El concepto de Humboldt y su imagen son utilizados por partes diferentes y a veces opuestas en el debate alemán.
En Alemania, la Iniciativa de Excelencia de las Universidades Alemanas se puso en marcha en 2005-06 para contrarrestar la percepción de falta de logros de vanguardia tanto en investigación como en educación en las universidades financiadas por el Estado. Esta iniciativa está impulsada y financiada principalmente a nivel federal. La tradición estadounidense de grandes subvenciones y fundaciones privadas para la ciencia ha tenido su reflejo en el siglo XXI, por ejemplo en la Universidad de Minería y Tecnología de Freiberg. La Universidad de Freiberg, una de las escuelas de minería más antiguas del mundo, se salvó por poco del cierre tras la reunificación alemana. En 2007, recibió una subvención privada de tres dígitos de millones de euros de la Dr.-Erich-Krüger-Stiftung (Fundación Dr. Erich Krüger), la mayor subvención jamás concedida a una universidad estatal en Alemania. Peter Krüger, el empresario muniqués del sector inmobiliario y de la distribución de alimentos que ha dotado a la fundación, nació en Freiberg y comenzó allí su aprendizaje en 1946, pero fue expulsado por los comunistas de Alemania Oriental debido a su origen burgués. Fue nombrado senador honorario de la Universidad de Minería y Tecnología en 2007.
Los críticos ven en muchas de las reformas actuales, como el proceso de Bolonia, un alejamiento del ideal de Humboldt hacia mayores estudios ocupacionales con intereses económicos. Además, se critica que la libertad de cátedra esté restringida por el proceso de Bolonia.